# Dizaharidă

Zaharoza este o dizaharidă foarte răspândită în natură

Dizaharidele sunt zaharide formate prin unirea a două molecule de monozaharide. Acestea sunt solubile în apă. Cele mai cunoscute dizaharide sunt zaharoza, lactoza și maltoza. 
Dizaharidele fac parte din categoria oligozaharidelor, iar cele mai comune exemple, zaharoza, lactoza și maltoza, conțin doisprezece atomi de carbon, având formula generală C12H22O11. Diferența dintre dizaharide se datorează diferitelor aranjamente la nivel atomic în moleculă. 